# Ашинское городское поселение
Ашинское городско́е поселе́ние — муниципальное образование в Ашинском районе Челябинской области Российской Федерации.
Административный центр — город Аша.
Распоряжением Правительства РФ от 29 июля 2014 года № 1398-р «Об утверждении перечня моногородов» муниципальное образование включено в категорию «Монопрофильные муниципальные образования Российской Федерации (моногорода) с наиболее сложным социально-экономическим положением».

## История
Продолжает исторического развитие Ашинского городского совета.
Статус и границы городского поселения установлены Законом Челябинской области от 9 июля 2004 года № 239-ЗО «О статусе и границах Ашинского муниципального района, городских и сельских поселений в его составе»

## Население
| 2009    | 2010    | 2011    | 2012    | 2013    | 2014    | 2015    |
| ------- | ------- | ------- | ------- | ------- | ------- | ------- |
| 31 476  | ↗31 881 | ↘31 838 | ↘31 542 | ↘31 152 | ↘30 714 | ↘30 383 |
| 2016    | 2017    | 2018    | 2019    | 2020    | 2021    | 2023    |
| ↘30 146 | ↘29 946 | ↘29 692 | ↘29 274 | ↘29 066 | ↘27 890 | ↘27 442 |

## Состав
| № | Населённый пункт | Тип населённого пункта        | Население |
| - | ---------------- | ----------------------------- | --------- |
| 1 | Аша              | город, административный центр | ↘27 442   |